# Josephina Neumann
Josephina „Josi“ Neumann (* 7. Januar 2010 in Frankfurt am Main) ist eine deutsche Tischtennisspielerin. Sie tritt für den ttc berlin eastside in der Tischtennis-Bundesliga an, wo sie mit 12 Jahren das erste Spiel absolvierte und damit die bislang jüngste Bundesliga-Spielerin ist.

## Karriere
Neumann begann mit vier Jahren mit dem Tischtennis; ihr Heimatverein ist der TV Okarben. Bereits ihre Mutter Cornelia Neumann-Reckziegel betrieb Tischtennis als Leistungssport.
Neumann lebt in Karben, besucht die Carl-von-Weinberg-Schule in Frankfurt am Main, eine Eliteschule des Sports, und trainiert im Landesleistungszentrum Frankfurt.
Sie gewann die WTT Youth Contender in Vila Real 2021 und in Berlin 2022, jeweils in der Altersklasse U13. Beim WTT Youth Star Contender Tunis gewann sie Anfang Februar 2024 im Mixed und Doppel mit Koharu Itagaki und stand im Einzel-Finale (U15).

### Vereinsmannschaft
Gemeinsam mit ihrer Mutter spielte Neumann ab der Saison 2019/20 für den TTC Grün-Weiß Staffel aus Limburg, für den sie bereits mit zehn Jahren in der Regionalliga-Mannschaft zum Einsatz kam. Zur Saison 2021/22 wechselte sie zum TSV Langstadt 1909, wo sie in der zweiten Mannschaft in der Dritten Liga zum Einsatz kam. Seit September 2022 spielt sie für den ttc berlin eastside und kommt in der Bundesliga zum Einsatz. Ihr erstes Spiel absolvierte sie am 25. September 2022 im Alter von 12 Jahren und 261 Tagen und wurde damit zur jüngsten Bundesliga-Spielerin. Am 27. November 2022 konnte sie den ersten Sieg im Einzel verbuchen, gegen Katerina Tomanovska vom TTG Bingen/Münster-Sarmsheim. Bereits in ihrer ersten Saison trug sie zum Gewinn der Deutschen Meisterschaft bei.

### Nationalmannschaft
Im Februar 2020 wurde Neumann erstmals in die Junioren-Nationalmannschaft berufen und kam bei einem Juniorenturnier in Schweden zum Einsatz.
2023 bei den Jugend-Europameisterschaften in Gliwice gewann Neumann zusammen mit Koharu Itagaki die U15-Titel („Schüler“) in Doppel und Mannschaft. Bei den Jugend-Weltmeisterschaften Ende des Jahres gewann sie Bronze mit derselben Doppelpartnerin.

## Erfolge

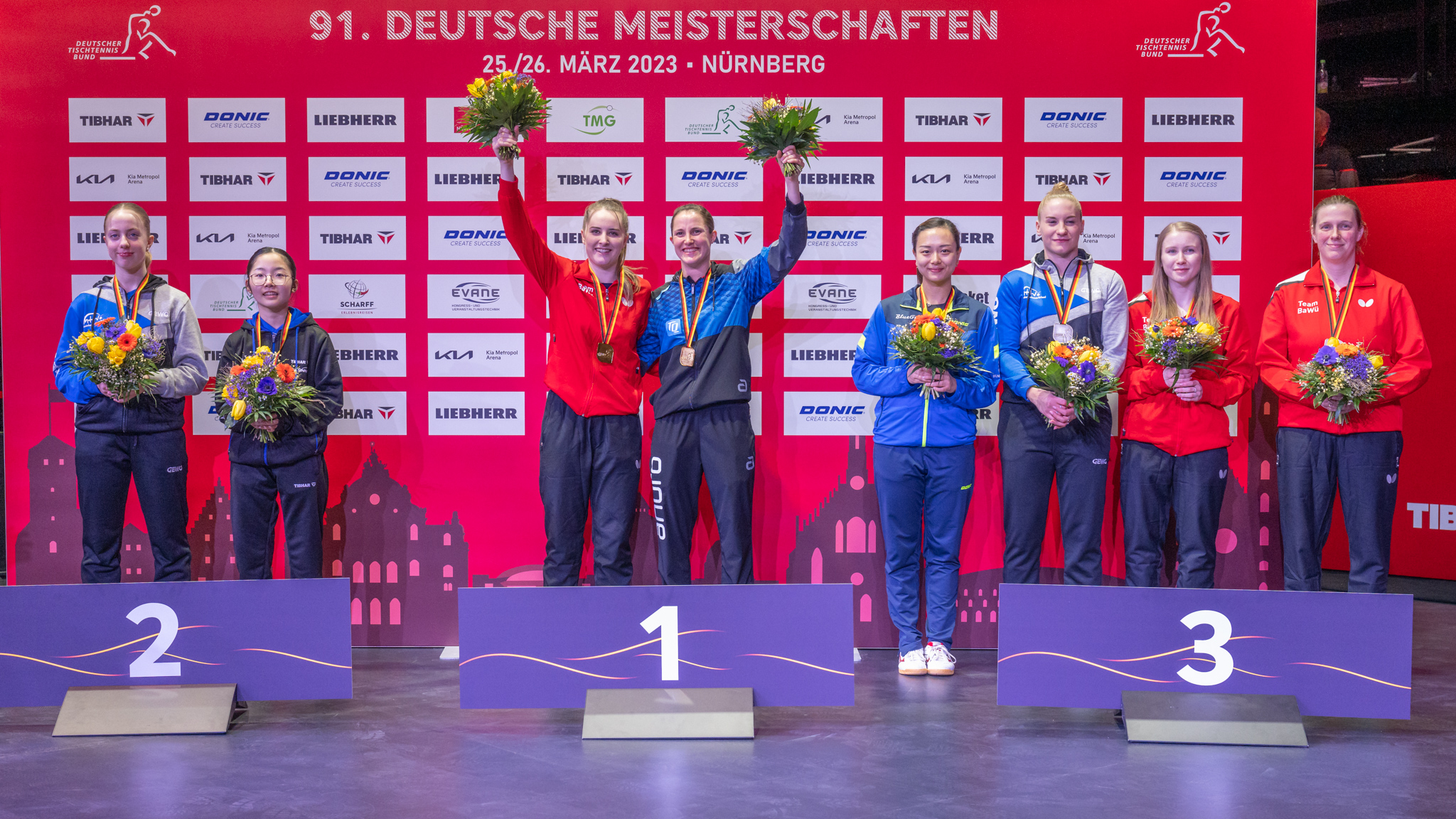
Siegerehrung bei den Deutschen Tischtennis-Meisterschaften 2023 (Doppel; links: Neumann und Itagaki)

- 1. Platz, Hessische Meisterin U11, bisher jüngste U11-Siegerin in Hessen
- 1. Platz, WTT Youth Contender in Vila Real 2021 (U13)
- 1. Platz, WTT Youth Contender in Berlin 2022 (U13)
- 1. Platz, Deutsche Meisterschaft 2023 (mit dem ttc berlin eastside)
- 2. Platz, Deutsche Meisterschaft 2023 im Doppel (mit Koharu Itagaki)
- 1. Platz, U15-Europameisterschaften 2023 im Doppel (mit Koharu Itagaki) und im Team
- 1. Platz, Deutsche Schüler-Meisterschaft (U15) 2023 im Doppel (mit Lorena Morsch) und im Mixed (mit Noah Hersel)
- 3. Platz, U15-Weltmeisterschaften 2023 im Doppel (mit Koharu Itagaki)
- 3. Platz, U13-Europameisterschaften 2023 im Einzel und Mixed
- 2. Platz, U21-Europameisterschaften 2025 im Mixed mit Wim Verdonschot

## Turnierergebnisse
| Verband | Veranstaltung                    | Jahr | Ort                | Land | Einzel        | Doppel     | Mixed         | Team          |
| ------- | -------------------------------- | ---- | ------------------ | ---- | ------------- | ---------- | ------------- | ------------- |
| GER     | Deutsche Meisterschaft Jugend 15 | 2023 | Bad Friedrichshall | GER  | Halbfinale    | Gold       | Gold          |               |
| GER     | Deutsche Meisterschaft           | 2023 | Nürnberg           | GER  | Achtelfinale  | Silber     | Viertelfinale |               |
| GER     | Deutsche Meisterschaft Jugend 15 | 2024 | Erfurt             | GER  | Gold          | Gold       |               |               |
| GER     | Europameisterschaft U13          | 2023 | Zagreb             | CRO  |               | Halbfinale | Halbfinale    |               |
| GER     | Europameisterschaft U15          | 2021 | Varazdin           | CRO  |               | letzte 32  |               | Gold          |
| GER     | Europameisterschaft U15          | 2022 | Belgrad            | SRB  | Halbfinale    | Silber     | Viertelfinale | Halbfinale    |
| GER     | Europameisterschaft U15          | 2023 | Gliwice            | POL  | Viertelfinale | Gold       | Halbfinale    | Gold          |
| GER     | Europameisterschaft U15          | 2024 | Malmö              | SWE  |               | letzte 32  | Achtelfinale  | Gold          |
| GER     | Europameisterschaft U21          | 2025 | Bratislava         | SK   |               |            | Silber        |               |
| GER     | Weltmeisterschaft U15            | 2023 | Nova Gorica        | SLO  | letzte 32     | Halbfinale | letzte 32     | Viertelfinale |
| GER     | WTT Youth U13 (Contender)        | 2021 | Vila Real          | POR  | Gold          |            |               |               |
| GER     | WTT Youth U13 (Contender)        | 2022 | Berlin             | GER  | Gold          |            |               |               |
| GER     | WTT Youth U15 (Star Contender)   | 2024 | Tunis              | TUN  | Silber        | Gold       | Gold          |               |
| GER     | WTT Youth U19 (Star Contender)   | 2024 | Antalya            | TUR  | Silber        |            | Viertelfinale |               |

## Filme
Der sportliche Werdegang von Josephina Neumann bis hin zum Wechsel nach Berlin und in die Bundesliga wurde seit Anfang 2019 von Florian Naß vom Hessischen Rundfunk journalistisch begleitet. Hieraus entstanden eine einstündige hr-Reportage (2022) sowie ein halbstündiger KiKA-Film (2023):
- Supertalent Josi – mit 12 schon Tischtennis-Profi, Dokumentation des Hessischen Rundfunks vom 3. Dezember 2022 (verfügbar auf YouTube)
- Josi – Mit 12 in der Tischtennis-Bundesliga, Dokumentation auf KiKa vom 21. April 2023 (verfügbar in der ARD-Mediathek bis 20. April 2025)